# Meistriliiga (2019)
Meistriliiga 2019 (znana jako A. Le Coq Premium liiga ze względów sponsorskich) była 29. edycją najwyższej klasy rozgrywkowej piłki nożnej w Estonii.
Brało w niej udział 10 drużyn, które w okresie od 8 marca do 9 listopada 2019 rozegrały 36 kolejek meczów. Obrońcą tytułu była Nõmme Kalju. Mistrzostwo po raz dwunasty w historii zdobyła drużyna Flora Tallinn.

## Uczestniczące drużyny
| Uczestnicy poprzedniej edycji | Uczestnicy poprzedniej edycji | Uczestnicy poprzedniej edycji | Uczestnicy poprzedniej edycji |
| --- | ----------------------------- | ----------------------------- | ----------------------------- |
| NÕM | Nõmme Kalju                   | Tallinn                       | 1                             |
| LEV | FCI Levadia Tallinn           | Tallinn                       | 2                             |
| FLO | Flora Tallinn                 | Tallinn                       | 3                             |
| NVA | JK Narva Trans                | Narwa                         | 4                             |
| PAI | Paide Linnameeskond           | Paide                         | 5                             |
| TMT | Tartu JK Tammeka              | Tartu                         | 6                             |
| VTU | Viljandi Tulevik              | Viljandi                      | 7                             |
| KAL | Kalev Tallinn                 | Tallinn                       | 8                             |
| po barażach |                               |                               |                               |
| KUR | FC Kuressaare                 | Kuressaare                    | 9                             |
| Awans z Esiliigi |                               |                               |                               |
| MAA | Maardu Linnameeskond          | Maardu                        | 1                             |
| Oznaczenia: - kolumna pierwsza – skróty nazw drużyn, - kolumna trzecia – siedziba klubu, - kolumna czwarta – miejsce zajęte w poprzednim sezonie. |                               |                               |                               |

## Tabela
| Lp. | Drużyna                  | M  | Z  | R  | P  | B+  | B-  | +/– | Pkt | Kwalifikacja lub spadek                     |
| --- | ------------------------ | -- | -- | -- | -- | --- | --- | --- | --- | ------------------------------------------- |
| 1   | Flora Tallinn (M, P)     | 36 | 29 | 3  | 4  | 110 | 21  | +89 | 90  | Liga Mistrzów UEFA • I runda kwalifikacyjna |
| 2   | FCI Levadia              | 36 | 24 | 6  | 6  | 98  | 32  | +66 | 78  | Liga Europy UEFA • I runda kwalifikacyjna   |
| 3   | Nõmme Kalju              | 36 | 22 | 11 | 3  | 79  | 34  | +45 | 77  | Liga Europy UEFA • I runda kwalifikacyjna   |
| 4   | Paide Linnameeskond      | 36 | 23 | 5  | 8  | 78  | 30  | +48 | 74  | Liga Europy UEFA • I runda kwalifikacyjna   |
| 5   | Tartu Tammeka            | 36 | 14 | 7  | 15 | 57  | 62  | −5  | 49  |                                             |
| 6   | Narva Trans              | 36 | 13 | 9  | 14 | 57  | 49  | +8  | 48  |                                             |
| 7   | Viljandi Tulevik         | 36 | 7  | 7  | 22 | 35  | 75  | −40 | 28  |                                             |
| 8   | Kalev Tallinn            | 36 | 6  | 6  | 24 | 29  | 89  | −60 | 24  |                                             |
| 9   | Kuressaare (B, O)        | 36 | 6  | 5  | 25 | 24  | 87  | −63 | 23  | baraż o Meistriliiga                        |
| 10  | Maardu Linnameeskond (S) | 36 | 4  | 5  | 27 | 30  | 118 | −88 | 17  | spadek do Esiliiga                          |

## Wyniki
| Gospodarz \ Gość     | LEV | FLO | KUR | MAA | NAR | NÕM | PAI | KLV | TAM | TUL | LEV | FLO  | KUR | MAA | NAR | NÕM | PAI | KLV | TAM | TUL |
| -------------------- | --- | --- | --- | --- | --- | --- | --- | --- | --- | --- | --- | ---- | --- | --- | --- | --- | --- | --- | --- | --- |
| FCI Levadia          |     | 1–2 | 5–0 | 8–0 | 2–0 | 0–0 | 1–1 | 5–1 | 7–0 | 5–2 |     | 1–2  | 2–1 | 3–1 | 1–0 | 1–1 | 3–2 | 7–0 | 1–1 | 1–1 |
| Flora Tallinn        | 1–3 |     | 5–0 | 6–0 | 2–2 | 0–1 | 4–1 | 6–0 | 4–1 | 2–0 | 2–1 |      | 7–0 | 3–0 | 1–0 | 1–1 | 1–0 | 5–0 | 0–1 | 3–0 |
| Kuressaare           | 0–1 | 0–4 |     | 1–0 | 1–1 | 0–0 | 0–1 | 2–0 | 1–1 | 1–0 | 0–3 | 0–3  |     | 1–0 | 0–1 | 0–3 | 0–3 | 0–1 | 0–1 | 4–1 |
| Maardu Linnameeskond | 1–6 | 3–8 | 1–0 |     | 0–1 | 0–5 | 1–4 | 0–0 | 2–1 | 0–0 | 1–4 | 0–12 | 2–1 |     | 1–3 | 1–4 | 2–4 | 2–2 | 0–1 | 2–2 |
| Narva Trans          | 1–2 | 0–1 | 0–0 | 5–1 |     | 0–0 | 0–1 | 2–2 | 2–5 | 0–1 | 1–3 | 0–1  | 4–2 | 5–2 |     | 1–1 | 0–1 | 2–0 | 3–2 | 3–2 |
| Nõmme Kalju          | 2–1 | 0–3 | 3–2 | 6–0 | 3–2 |     | 0–2 | 2–2 | 2–0 | 2–1 | 2–1 | 2–1  | 7–2 | 4–0 | 2–2 |     | 1–1 | 6–0 | 2–3 | 2–2 |
| Paide Linnameeskond  | 0–2 | 0–1 | 7–0 | 2–0 | 0–0 | 0–2 |     | 2–0 | 2–1 | 6–0 | 3–1 | 1–1  | 6–1 | 5–0 | 1–0 | 0–1 |     | 2–1 | 2–0 | 4–0 |
| Kalev Tallinn        | 1–6 | 0–2 | 3–0 | 2–0 | 0–4 | 0–1 | 0–3 |     | 0–4 | 0–2 | 0–1 | 0–2  | 2–1 | 1–4 | 0–3 | 2–3 | 0–2 |     | 1–2 | 3–0 |
| Tartu Tammeka        | 1–2 | 0–2 | 1–1 | 2–2 | 1–2 | 0–0 | 0–3 | 2–0 |     | 0–1 | 1–1 | 1–6  | 4–0 | 2–0 | 6–4 | 1–2 | 3–2 | 2–2 |     | 1–3 |
| Viljandi Tulevik     | 0–3 | 1–3 | 1–2 | 2–0 | 1–1 | 2–3 | 2–2 | 1–2 | 0–4 |     | 0–3 | 0–3  | 3–0 | 2–1 | 0–2 | 0–3 | 1–2 | 1–1 | 0–1 |     |

## Baraż o Meistriliiga
Kuressaare wygrał 5-3 dwumecz z Pärnu Vaprus trzecią drużyną Esiliiga o miejsce w Meistriliiga na sezon 2020.
| 16 listopada 2019 | Pärnu Vaprus       | 1:4   | Kuressaare                                                                           |                                                                   |
| 12:00             | Kristen Saarts 23' | (1:1) | 43' (k) Märten Pajunurm · 51' Märten Opp · 66' Nikita Komissarov · 68' Sander Seeman | Pärnu Rannastaadion, Parnawa Widzów: 344 Sędzia: Joonas Jaanovits |

| 23 listopada 2019 | Kuressaare              | 1:2   | Pärnu Vaprus                         |                                                                        |
| 12:00             | Märten Pajunurm 23' (k) | (1:0) | 60' Georg Grahv · 75' Kristen Saarts | Kuressaare linnastaadion, Kuressaare Widzów: 194 Sędzia: Kristo Tohver |

## Najlepsi strzelcy
| Bramki | Strzelcy             | Drużyna             |
| ------ | -------------------- | ------------------- |
| 31     | Erik Sorga           | Flora Tallinn       |
| 13     | Nikita Andriejew     | FCI Levadia         |
| 13     | Alassana Jatta       | Paide Linnameeskond |
| 13     | Eric McWoods         | Narva Trans         |
| 13     | Kaimar Saag          | Viljandi Tulevik    |
| 12     | Herol Riiberg        | Flora Tallinn       |
| 12     | Konstantin Vassiljev | Flora Tallinn       |
| 11     | João Morelli         | FCI Levadia         |
| 11     | Sten Reinkort        | Tartu Tammeka       |
| 11     | Mark Oliver Roosnupp | FCI Levadia         |
| 11     | Yann Michael Yao     | Paide Linnameeskond |

Źródło:

## Stadiony
| Flora Tallinn FCI Levadia |
| ------------------------- |
| A. Le Coq Arena           |
|                           |

| Kuressaare               |
| ------------------------ |
| Kuressaare linnastaadion |
|                          |

| Kalev Tallinn            |
| ------------------------ |
| Stadion Centralny Kalevi |
|                          |

| Maardu Linnameeskond |
| -------------------- |
| Maardu linnastaadion |
|                      |

| Narva Trans               |
| ------------------------- |
| Narva Kreenholmi staadion |
|                           |

| Nõmme Kalju   |
| ------------- |
| Hiiu staadion |
|               |

| Paide Linnameeskond           |
| ----------------------------- |
| Stadion Paide Ühisgümnaasiumi |
|                               |

| Tartu Tammeka  |
| -------------- |
| Tamme staadion |
|                |

| Viljandi Tulevik       |
| ---------------------- |
| Viljandi linnastaadion |
|                        |

Źródło:
1. ↑  Kodune tippjalgpall saab peatoetaja.. vana.jalgpall.ee, 2013-02-26. [zarchiwizowane z tego adresu (2017-10-29)]. (est.).
2. ↑  Premium Liiga. jalgpall.ee, 2019-03-08. (est.).
3. ↑  Meistriliiga 2019, [w:] baza Soccerway (liga-tabela) [dostęp 2019-03-08].
4. ↑  Meistriliiga 2019, [w:] baza Transfermarkt (rozgrywki-tabela : 2018/2019) [dostęp 2019-03-08].
5. ↑  Eesti 2019. a jalgpalli meistrivõistluste Premium ja Esiliigade juhend.. jalgpall.ee, 2019-11-19. [zarchiwizowane z tego adresu (2018-12-28)]. (est.).
6. ↑  Meistriliiga 2019, [w:] baza Soccerway (liga-rozgrywki) [dostęp 2019-03-08].
7. ↑  Meistriliiga 2019, [w:] baza Transfermarkt (rozgrywki-terminarz : 2018/2019) [dostęp 2019-03-08].
8. ↑  Vaprus vs. Kuressaare, baraż, [w:] baza Soccerway (protokoły meczowe) [dostęp 2019-11-16].
9. ↑  Vaprus - Kuressaare, baraż, [w:] baza Transfermarkt (protokoły meczowe) [dostęp 2019-11-16].
10. ↑  Kuressaare vs. Vaprus, baraż, [w:] baza Soccerway (protokoły meczowe) [dostęp 2019-11-23].
11. ↑  Kuressaare - Vaprus, baraż, [w:] baza Transfermarkt (protokoły meczowe) [dostęp 2019-11-23].
12. ↑  Meistriliiga, [w:] baza Transfermarkt (rozgrywki–strzelcy : 2018/2019) [dostęp 2019-03-08].
13. ↑  Mängude Ajalugu.. vana.jalgpall.ee. (est.).
14. ↑  Stadiony w Estonii. stadiony.net.